# Parnera
Parnera är en ort i Indien.   Den ligger i distriktet Valsād och delstaten Gujarat, i den västra delen av landet, 1 000 km söder om huvudstaden New Delhi. Parnera ligger 29 meter över havet och antalet invånare är 11 434.
Terrängen runt Parnera är platt. Runt Parnera är det tätbefolkat, med 709 invånare per kvadratkilometer. Närmaste större samhälle är Valsad, 5,6 km norr om Parnera. Trakten runt Parnera består till största delen av jordbruksmark.